# (568) Cheruskia
(568) Cheruskia est un astéroïde de la ceinture principale découvert par Paul Götz le 27 juin 1905.
Il a été ainsi baptisé en référence à une fraternité de l'université de Heidelberg, à laquelle appartenait son découvreur.